# Gwara kociewska
Gwary kociewskie – gwary regionalne używane na Kociewiu. Należą do dialektu wielkopolskiego, chociaż zawierają też bardzo wiele cech typowych dla dialektu mazowieckiego i kaszubszczyzny. Duże znaczenie mają germanizmy, pochodzące nie tylko z języka niemieckiego, ale również z niderlandzkiego, od osadników sprowadzonych tu w XVI w. dla regulacji koryta Wisły. W systemach wyróżniających dialekt chełmińsko-kociewsko-warmiński gwara ta uznawana jest za jego część.
Gwarze kociewskiej przypisano identyfikator języka IETF pl-kociewie.

## Charakterystyka
- brak mazurzenia
- fonetyka międzywyrazowa nieudźwięczniająca
- brak a pochylonego
- brak polskich samogłosek nosowych ę i ą.
- zachowanie grupy TarT – Starogard (Starogród)
- zachowanie staropolskiej litery é

### Cechy fonetyczne
- an, am > ón, óm – dóm (dom)
- ę > a, an, am, ań
  - ę wym. nosowo > a gaś (gęś)
  - ę wym. en, eń > an, ań – Swiantyjón (daw. Kościół św. Jana, dziś: nazwa terenowa w Starogardzie Gd.), piańć (pięć)
  - ę wym. em > am – tampy (tępy)
  - ę wym. e > a – robja (robię)
- ą > ó, ón, óm, óń
  - ą wym. nosowo > ó – wywiózać sia (wywiązać się)
  - ą wym. on > ón – spsiónca (śpiąca)
  - ą wym om > óm – trómba (trąba)
  - ą wym on > ón – wycióngnóńć (wyciągnąć)
- p’ > ps – psiésać (pisać)
- f’ > fs – profsit (z niem. zysk)
- m’ > mn – mniantki (miękki)
- -ja, -ia > -yja, -ija – ceremónija (ceremonia)
- w’, wi > (często) wj – wywjijać (wywijać)
- b’, bi > (często) bj – robjić (robić)
- zw- > w- – wjérciadło (zwierciadło)
- jd, jt > ńd, ńt – wyńda (wyjdę)
- kt > cht – chto (kto)
- -ej > i albo y – mały (małej), lepi (lepiej)

## Wymowa
- y – (prawie zawsze) y zbliżone do i
- é – y
- ó – głoska pomiędzy o a u
- ó (na końcu wyrazu) – o

## Alfabet
Nie ma jednolitego alfabetu kociewskiego. Bajki Kociewskie Bernarda Janowicza są zapisane następującymi literami:
a, b, c, ć, d, e, é, f, g, h, i, j, k, l, ł, m, n, ń, o, ó, p, r, s, ś, t, u, w, y, z, ź, ż
W innych tekstach można alternatywnie zamiast é spotkać literę ē lub y

## Gramatyka

### Czasowniki
Przy odmianie czasowników można używać słowa żeś,
które jest odmieniane w czasie przeszłym i teraźniejszym.
Charakterystyczna jest końcówka –ón w 3 os. l.poj. czasu przeszłego zamiast polskiej –ął oraz końcówka –eli/ -elim w l.mn. czasu przeszłego zamiast polskiej
-ali/-aliśmy.
Za pomocą przyrostka –kaj tworzy się zdrobiałe formy czasowników (idźkaj)
Odmiana czasownika być
| Odmiana przez osoby | Czas przeszły                | Czas teraźniejszy                   | Czas przyszły      |
| Liczba pojedyncza   | Liczba pojedyncza            | Liczba pojedyncza                   | Liczba pojedyncza  |
| ------------------- | ---------------------------- | ----------------------------------- | ------------------ |
| 1. os.              | ja żam był / ja byłóm        | ja żam je / ja jestóm               | ja banda           |
| 2. os.              | ty żeś był(a) / ty byłeś(aś) | ty żeś je / ty jezdeś               | ty bandziesz       |
| 3. os.              | ón był / óna była / óno było | ón/óna/óno je                       | ón/óna/óno bandzie |
| Liczba mnoga        |                              |                                     |                    |
| 1. os.              | my żeśmy byli / my byliśmy   | my żam só / my jestómy              | my bandzim         |
| 2. os.              | wy żeśta byli / wy byliśta   | wy żeśta só / wy jesteśta / wy sóta | wy bandzieta       |
| 3. os.              | óni byli                     | óni só                              | óni bandó          |

### Rzeczowniki
Znaczące różnice w stosunku do języka polskiego:
- Celownik 1 poj. rodz. m.: końcówka –owiu zamiast –u
- Końcówka –y w mianowniku l.mn. rodz. m. zamiast –owie (pany)
- Końcówka –ów w dopełniaczu l. mn. wszystkich rodzajów (chłopów, kurów, jajów)
- Przyrostek –ón dla form zgrubiałych np. prosión (od prosiak)
- Forma dóma zamiast w dómu (miejscownik l.poj.)

Rzeczowniki rodzaju męskiego
Odmiana rzeczownika trygel (garnek)
| Przypadek      | Liczba pojedyncza | Liczba mnoga |
| -------------- | ----------------- | ------------ |
| 1. Mianownik   | trygel            | trygle       |
| 2. Dopełniacz  | trygla            | tryglów      |
| 3. Celownik    | tryglowiu         | tryglóm      |
| 4. Biernik     | trygla            | trygle       |
| 5. Narzędnik   | tryglam           | tryglami     |
| 6. Miejscownik | tryglu            | tryglach     |
| 7. Wołacz      | tryglu            | trygle       |

Odmiana rzeczownika dochtór (doktor)
| Przypadek      | Liczba pojedyncza | Liczba mnoga |
| -------------- | ----------------- | ------------ |
| 1. Mianownik   | dochtór           | dochtory     |
| 2. Dopełniacz  | dochtora          | dochtorów    |
| 3. Celownik    | dochtorowiu       | dochtoróm    |
| 4. Biernik     | dochtora          | dochtorów    |
| 5. Narzędnik   | dochtoram         | dochtorami   |
| 6. Miejscownik | dochtorze         | dochtorach   |
| 7. Wołacz      | dochtorze         | dochtory     |

Rzeczowniki rodzaju żeńskiego
Odmiana rzeczownika jaglija (świerk)
| Przypadek      | Liczba pojedyncza | Liczba mnoga |
| -------------- | ----------------- | ------------ |
| 1. Mianownik   | jaglija           | jaglije      |
| 2. Dopełniacz  | jagliji           | jaglijów     |
| 3. Celownik    | jagliji           | jaglijóm     |
| 4. Biernik     | jaglija           | jaglije      |
| 5. Narzędnik   | jaglijó           | jaglijami    |
| 6. Miejscownik | jagliji           | jaglijach    |
| 7. Wołacz      | jaglijo           | jaglije      |

Odmiana rzeczownika kulka (dół; grób)
| Przypadek      | Liczba pojedyncza | Liczba mnoga |
| -------------- | ----------------- | ------------ |
| 1. Mianownik   | kulka             | kulki        |
| 2. Dopełniacz  | kulki             | kulków       |
| 3. Celownik    | kulce             | kulkóm       |
| 4. Biernik     | kulka             | kulki        |
| 5. Narzędnik   | kulkó             | kulkami      |
| 6. Miejscownik | kulce             | kulkach      |
| 7. Wołacz      | kulko             | kulki        |

Rzeczowniki rodzaju nijakiego
Odmiana rzeczownika wjérciadło (zwierciadło, lustro)
| Przypadek      | Liczba pojedyncza | Liczba mnoga |
| -------------- | ----------------- | ------------ |
| 1. Mianownik   | wjérciadło        | wjérciadła   |
| 2. Dopełniacz  | wjérciadła        | wjérciadłów  |
| 3. Celownik    | wjérciadłu        | wjérciadłóm  |
| 4. Biernik     | wjérciadło        | wjérciadła   |
| 5. Narzędnik   | wjérciadłam       | wjérciadłami |
| 6. Miejscownik | wjérciadle        | wjérciadłach |
| (7. Wołacz)    | (wjérciadło)      | (wjérciadła) |

Odmiana rzeczownika morze
| Przypadek      | Liczba pojedyncza | Liczba mnoga |
| -------------- | ----------------- | ------------ |
| 1. Mianownik   | morze             | morza        |
| 2. Dopełniacz  | morza             | morzów       |
| 3. Celownik    | morzu             | morzóm       |
| 4. Biernik     | morze             | morza        |
| 5. Narzędnik   | morzam            | morzami      |
| 6. Miejscownik | morzu             | morzach      |
| (7. Wołacz)    | (morze)           | (morza)      |

Odmiana przymiotnikowa rzeczowników
Przykład: godziały (poważny, odpowiedzialny)
(w nawiasach są podane końcówki dla rodz. żeńskiego/nijakiego jeśli są inne niż końcówki dla rodz. męskiego)
| Przypadek      | Liczba pojedyncza   | Liczba mnoga |
| -------------- | ------------------- | ------------ |
| 1. Mianownik   | godziały (a/e)      | godziałe     |
| 2. Dopełniacz  | godziałégo (y/égo)  | godziałych   |
| 3. Celownik    | godziałamu (y/’amu) | godziałym    |
| 4. Biernik     | godziałégo (ó/e)    | godziałe     |
| 5. Narzędnik   | godziałym (ó/ym)    | godziałymji  |
| 6. Miejscownik | godziałym (y/ym)    | godziałych   |
| 7. Wołacz      | godziały (a/e)      | godziałe     |